# Витербо
Витербо (на италиански: Viterbo) е град и община в Централна Италия, който наброява около 63 000 жители през 2009 г., административен център на едноименната провинция Витербо в област Лацио. В околността на Витербо се намира планината Чимини и езерата Лаго ди Болсена, Лаго ди Вико и Лаго ди Брачано. Наблюдава се голяма разлика в архитектурното устройство на града. Централната му част е типично средновековна, а предградията му са модерни. Във Витербо се намира един от най-новите университети в Италия – „Università della Tuscia“.